# Aetheorhyncha andreettae
Aetheorhyncha andreettae är en orkidéart som först beskrevs av Rudolph Jenny, och fick sitt nu gällande namn av Robert Louis Dressler. Aetheorhyncha andreettae ingår i släktet Aetheorhyncha och familjen orkidéer. Inga underarter finns listade i Catalogue of Life.